# 플러트코 페렌츠
플러트코 페렌츠(헝가리어: Plattkó Ferenc; 1989년 12월 2일, 부다페스트 ~ 1983년 9월 2일, 산티아고)는 페렌크 플라트코(영어: Ferenc Platko)나 프란시스코 플라트코(스페인어: Francisco Platko)로 아려져 있으며, 스페인에서는 모친의 성인 코필레츠(헝가리어: Kopiletz)를 붙여 프란시스코 플라트코 코필레츠(스페인어: Francisco Platko Kopiletz)로 알려진 오스트리아 혈통의 헝가리인 축구 선수이자 감독이다. 그는 1910년대와 1920년대에 버셔시, 비너, KAFK, MTK 훙가리아, 바르셀로나, 그리고 레크레아티보에서 골키퍼로 활약하였다. 그는 유럽과 남미에서 감독 활동을 했는데, 특히 바르셀로나, 콜로-콜로, 리버 플레이트, 보카 주니어스, 그리고 칠레 국가대표팀 감독을 맡은 것으로 알려져 있다. 플러트코는 1920년대 바르셀로나의 전설적인 선수로, 파울리노 알칸타라, 주제프 사미티에르, 그리고 사히바르바와 동시대 선수이다. 그는 골키퍼에서의 대담한 활약은 라파엘 알베르티의 시 플러트코 찬가를 통해 대대로 전해지게 되었다. 은퇴 후, 그는 친정 구단의 감독직을 두 차례(1934–35, 1955–56)에 나눠서 맡았다.
그는 1917년부터 1923년까지 헝가리 국가대표팀 경기에 6차례 출전했다.

## 경력

### 초기 경력
플러트코는 1917년에 고향 부다페스트의 버셔시의 골키퍼로 프로 무대 신고식을 치렀다. 1920년에 잠깐 비너 소속으로 활약한 그는 버셔시로 복귀해 1년을 더 보냈다. 1917년부터 1923년까지 6차례 헝가리 국가대표팀 경기에 출전했다. 1921-22 시즌에는 세르비아 쿨라를 연고로 하는 KAFK의 선수 겸 감독을 맡기도 맡아 수보치카 소협회 선수권을 우승하였고, 유고슬라비아 왕국 2부 리그 승격을 이룩했다. 1922년 MTK는 바르셀로나와 두 차례 친선전을 펼쳤다. 두 경기는 모두 득점 없는 무승부로 종료되었고, 플러트코의 활약을 인상깊게 본 바르셀로나는 그에게 계약을 제의했다.

### 바르셀로나
플러트코는 전설적인 리카르도 사모라의 대체자로 바르셀로나에 입단했지만, 그도 카탈루냐 연고 구단 소속으로 큰 족적을 남겼다. 그는 1923년에서 1930년까지 바르셀로나 선수로 7년을 활약했다. 그동안 소속 구단은 6차례 카탈루냐 선수권 대회를 6번 우승했고, 코파 델 레이도 3번 우승했으며, 초대 라 리가 우승의 주역이 되었다. 1928년 코파 델 레이 후 플러트코 찬가라는 시가 쓰여졌다. 바르셀로나는 레알 소시에다드와의 세 차례 결승전 경기 끝에 승리했는데, 5월 20일에 벌어진 본경기에서는 라파엘 알베르티가 플러트코의 대담한 활약에 깊은 인상을 받아 그를 예찬하는 시를 썼다. 플러트코는 레크레아티보에서 현역 은퇴를 선언했다. 그는 이후 감독이 되어 1932-33 시즌에 프랑스의 뮐루즈에서, 1933-34 시즌에 루베에서 지휘봉을 잡았고, 이후 1934-35 시즌에 감독으로서 바르셀로나에 복귀했다. 비록 플러트코는 소속 구단을 카탈루냐 선수권 대회 우승으로 이끌었지만, 이듬해 패트릭 오코넬이 그의 바통을 이어받았다. 거의 20년이 흐른 후 플러트코는 1955-56 시즌에 다시 바르셀로나의 감독이 되었다. 이 해에 쿠벌러 라슬로와 루이스 수아레스의 활약에 힘입어 라 리가 10경기 연속 승리의 기록을 세웠다. 이 기록은 2005년이 되어서야 경신되었다. 바르셀로나는 이러한 긍적적인 행진을 오래 이어나가고도 라 리가에서 준우승에 머물렀고, 정상은 아틀레티코 빌바오에 내주어야 했으며, 플러트코는 또다시 바르셀로나를 떠났다.

### 남아메리카
바르셀로나의 두 임기 사이 20년 동안은 주로 남아메리카에서 감독 활동을 했다. 1939년에는 콜로-콜로 감독직을 처음으로 잡아 칠레 선수권 대회를 우승했다. 1940년, 그는 아르헨티나의 리버 플레이트 감독직을 맡았다가 다시 칠레의 콜로-콜로 감독을 맡아 칠레 선수권 대회를 우승했다. 1941년, 그는 칠레 국가대표팀 지휘봉을 잡아 1945년까지 맡았고, 1942년과 1945년에 두 차례 남미 축구 선수권 대회에 참가했다. 1942년, 그는 두 칠레 감독직도 겸임했는데, 그는 마가야네스와 산티아고 원더러스의 감독직도 겸직했다. 1949년 그는 보카 주니어스의 감독이 되었고 1953년에는 3번째로 콜로-콜로 감독직을 맡아 개인 통산 3번째 칠레 선수권 대회를 우승했다.
1955-56 시즌, 그는 바르셀로나로 복귀했는데, 이 해에 바르셀로나는 아틀레틱 빌바오에 승점 1점차로 밀려 준우승을 차지했다. 그는 22승 3무 5패로 당시 구단의 리그 역대 최고 성적을 냈다. 그동안 바르셀로나는 리그에서 10경기 연속 승리를 거두었는데, 이 기록은 2005-06 시즌에 프랑크 레이카르트가 경신했다. 그가 우승을 날려버리게 된 결정적인 경기는 5월 20일, 1-3으로 패한 지역 경쟁 구단인 에스파뇰과의 코파 델 헤네랄리시모 8강전이었다. 구단은 이 경기 후 4-4로 비긴 2차전 경기를 앞두고 구단의 전설 주제프 사미티에르를 감독으로 내정했다.
이후 플러트코는 브라질에서 스카우터와 선수 탐색가로서 말년을 보냈다. 이후 그는 1965년에 칠레로 다시 건너가 칠레 1부 리그의 발파라이소 지역을 연고로 하는 하위권 구단 산 루이스 데 키요타의 감독을 맡았고, 소속 구단은 전년보다 1계단 위인 뒤에서 3위의 성적을 냈다.

## 사생활
플러트코 페렌츠는 형제가 둘이 더 있는데, 이스트반과 카로이도 스페인 무대로 건너갔으며 감독직도 맡았다. 이스트반은 바야돌리드(1928–31, 1934–40), 그라나다(1943–45), 그리고 마요르카를 거쳤고, 카로이는 바야돌리드(1941–43), 셀타 비고(1944–46), 지로나(1948–49), 그리고 스포르팅 히혼을 거쳤다.

## 수상

### 선수
바르셀로나
- 라 리가: 1929
- 코파 델 레이: 1925, 1926, 1928
- 카탈루냐 선수권 대회: 1923–24, 1924–25, 1925–26, 1926–27, 1927–28, 1929–30

### 감독
바르셀로나
- 카탈루냐 선수권 대회: 1934–35

베누스 부쿠레슈티
- 리가 I: 1936–37

콜로-콜로
- 칠레 선수권 대회: 1939, 1941, 1953

## 플러트코 찬가
- 다음은 플러트코 찬가의 기계적 번역 내용이다.

누구도 플러트코를 잊지 못하네,

누구, 누구도, 누구도, 누구도,

헝가리의 금발 곰을.

창해도,

왜냐면 당신 앞에 무방비 상태에서도 뛰어올라왔으니까.

비도. 눈도, 그 어느 큰 소리를 내는 것조차도.

바다도, 바람도, 플러트코,

피의 금발 플러트코,

쓰러진 수문장도, 피뢰침도.

누구, 누구도, 누구도, 누구도.

파랗고 하얀 유니폼을 입고, 하늘로,
하늘의 파랑 하양 유니폼도,

왕가의 유니폼도,

상대, 상대했지만, 날아서 끌어내렸지.

입에서 악어 피가 흘러내리는데,

플러트코, 멀리서 플러트코가,

다친 금발 플러트코,

외지의 잔디에서 불타는 호랑이.

당신, 열쇠, 플러트코, 당신, 망가진 열쇠,

황금 현관에 황금 열쇠가 떨어졌네

## 참고 문헌
- Tamás Dénes, Mihály Sándor, Éva B. Bába: A magyar labdarúgás története I.: Amatorök és álamatorök (1897–1926), Campus Kiadó (Debreceni Campus Nonprofit Közhasznú Kft.), Debrecen (HU), 2014. ISBN 978-963-9822-11-5